# Karumo (métro municipal de Kobe)
Karumo (苅藻駅, Karumo-eki) est une station de la ligne Kaigan du métro municipal de Kobe. Elle est située dans l'arrondissement Nagata de Kobe, dans la préfecture de Hyōgo au Japon.
Mise en service en 2001, elle est desservie par les rames de la ligne Kaigan (bleue).

## Situation sur le réseau

Plan du métro.

Établie en souterrain, Karumo est une station de passage, au point kilométrique (PK) 2,3, de la ligne Kaigan (bleue) du métro municipal de Kobe. Elle est située entre la station Minato Motomachi, en direction du terminus sud Sannomiya-Hanadokeimae, et la station Chūō-Ichibamae, en direction du terminus nord Shin-Nagata.
Elle dispose d'un quai central encadré par les deux voies de la ligne.